# بورلینگام (کانزاس)
بورلینگام (به انگلیسی: Burlingame) شهری در ایالت کانزاس کشور ایالات متحده آمریکا است که جمعیت آن در سرشماری سال ۲۰۱۰ میلادی، ۹۳۴ نفر بوده‌است.